# Gebr. Schöndorff

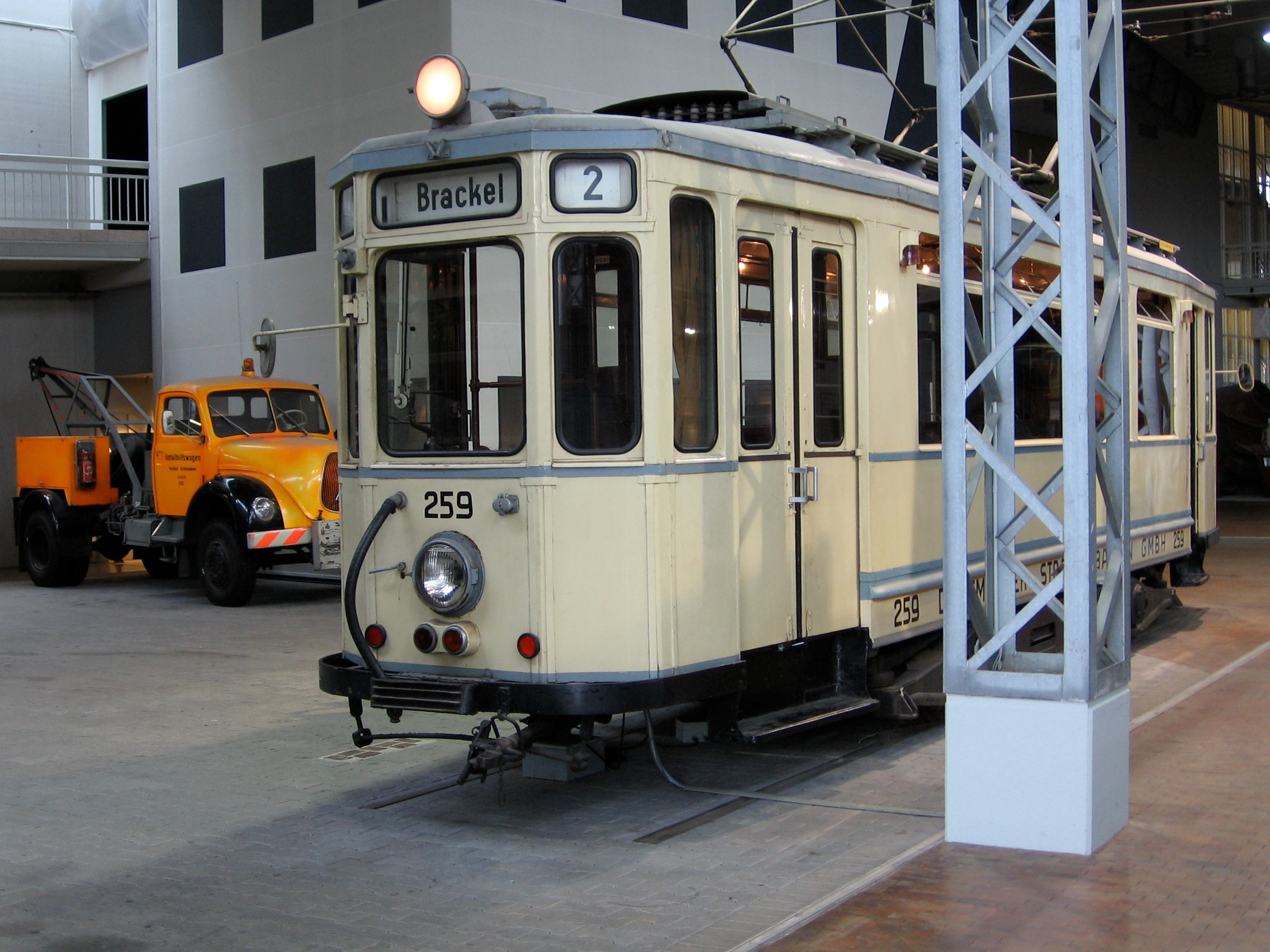
1930 bei Schöndorff gebaute Straßenbahn TW 259 im Museum DASA – Arbeitswelt Ausstellung

Die Gebrüder Schöndorff Aktiengesellschaft war ein deutsches Unternehmen mit Sitz in Düsseldorf, das ab 1890 im Bereich der Holzverarbeitung tätig war, zunächst im Bau von Möbeln und Ladeneinrichtungen, später auch in der Fabrikation von Straßenbahn- und Eisenbahn-Waggons. Es wurde 1933 in Düsseldorfer Waggonfabrik AG (DÜWAG) umbenannt und 1959 in die Waggonfabrik Uerdingen AG eingegliedert.

## Geschichte

### 1890 bis 1910
Die Brüder Albert Schöndorff (1870–1942 oder 1944) und Hermann Schöndorff (1868–1936; später Vorstandsmitglied des Warenhauskonzerns Karstadt) gründeten 1890 unter der Firma Gebrüder Schöndorff eine Spezialfabrik für hölzerne Bettgestelle, die bald auch Inneneinrichtungen von Waggons herstellte. 1896 erfolgte die Verlegung der Fabrik in einen Neubau an der Rather Straße in Düsseldorf (der 1916 wieder verkauft wurde). Hermann Schöndorff erhielt 1906 die kaufmännische Leitung für den Neubau des Warenhauses Tietz. Die Firma Schöndorff war im Folgenden maßgeblich am Ausbau und dessen Ausstattung beteiligt, dass von der Architektur bis in die Details von Joseph  Maria Olbrich, einem Protagonisten des Jugendstils, entworfen worden war. Für das 1908 eröffnete Gebäude stellten sie die Portale und Schaufenster in Ebenholz her, den „Costumesalon in Zitronenholz, das Reisebureau in weißem Ahorn, der Ausstellungsraum für Damenhüte in silbergrauem Ahorn, der Erfrischungsraum in finnländischem Birkenholz, der Teppichsaal in Eiche, der große Lichthof in dunklem Mahagoni, die Anproberäume in den verschiedensten Variationen, Nußbaum, Ahorn, Birnbaum usw.“

### 1910 bis 1959
1910 wurde das Unternehmen in eine Aktiengesellschaft umgewandelt, deren Aktien in Berlin börsennotiert waren, bis 1934 auch in Essen. Ab 1915 erfolgte im Rahmen des Hindenburgprogramms der Aufbau einer modernen, leistungsfähigen Waggonproduktion. Gegen Ende des Ersten Weltkriegs zog das Unternehmen von Derendorf nach Lierenfeld an die Königsberger Straße um, wo ein Neubau die Konzentration auf den Bau von Eisenbahnwaggons ermöglichte. Diese Übersiedlung markiert den Beginn der Entwicklung der Schwerindustrie im Düsseldorfer Stadtteil Lierenfeld. Eine 1929 erworbene Beteiligung an der Waggonfabrik Fuchs in Heidelberg wurde bereits 1930 wieder abgestoßen. Während der Weltwirtschaftskrise ging die Zahl der Beschäftigten von 1600 (1929) auf 350 (1933) zurück, die Zahl der produzierten Fahrzeuge im gleichen Zeitraum von 276 auf 85 bei einer Kapazität von über 5.000 Waggons. 1930 übernahmen die Linke-Hofmann-Busch-Werke AG in Breslau die Aktienmehrheit.
1933 wurde die Holzbauabteilung für Inneneinrichtungen stillgelegt und das Unternehmen in Düsseldorfer Waggonfabrik AG (DÜWAG) umbenannt. Albert Schöndorff war als Jude nach der Machtergreifung der Nationalsozialisten bereits im September 1933 aus seinem Amt als Direktor des Unternehmens gedrängt worden, die genauen Umstände sind nicht geklärt. 1935 wurde die Waggonfabrik Uerdingen Mehrheitsaktionär, weitere 25 % gingen an die Waggonfabrik Talbot in Aachen. Daraufhin konzentrierte man sich auf den Bau von Nahverkehrsfahrzeugen, insbesondere Straßenbahnen. 1959 erfolgte dann die vollständige Eingliederung in die Waggonfabrik Uerdingen AG, die 1981 offiziell in DUEWAG AG umfirmierte. Großaktionär blieb bis 1990 die Waggonfabrik Talbot, danach der Siemens-Konzern, der 2002 die DUEWAG AG vollständig in die Siemens AG eingliederte. Im Straßenbahn-Sektor hatte die DÜWAG lange eine marktbeherrschende Stellung. Die überwiegende Anzahl der nach dem Zweiten Weltkrieg in der Bundesrepublik Deutschland beschafften Straßenbahn-Fahrzeuge stammten von DÜWAG oder wurden in Lizenz gefertigt. Im Jahr 2000 wurde der Düsseldorfer Standort stillgelegt und in das Werk Uerdingen der DÜWAG eingegliedert.